# Caja Eric
Pour les articles homonymes, voir Eric.
Caroll Anna Eric connue comme Caja Eric (1910-1982) est une Ziegfeld Girl, actrice, chanteuse et danseuse américaine des années 1930.

## Biographie
Caroll Anna Eric est originaire du Danemark.
Caja Eric apparait pour la première fois à Broadway, dans Show Girl au Ziegfeld Theatre à New York, en juillet 1929, puis dans Simple Simon en 1930, une comédie musicale de Guy Bolton; dans Smiles en 1931. Elle apparaît dans les Ziegfeld Follies de 1931 de juillet à novembre 1931; dans Show Boat en 1932 et dans Murder at the Vanities en 1933,  produit par Earl Carroll au New Amsterdam Theatre.
Peu de temps avant la guerre, Caja Eric et sa mère déménagent au Royaume-Uni où elle poursuit sa carrière sur scène.
Elle se marie en juillet 1946 à Londres avec l'écrivain polonais Marian Hemar. En 1961, ils déménagent à Coldharbour, près de Dorking dans le Surrey et habitent Fig Tree Cottage.
Elle est enterrée dans le cimetière de Christ Church, Coldharbour, Surrey, aux côtés de Marian Hemar.

## Modèle
Elle est l'une des modèles pour la porteuse de flambeau, évoquant la statue de la Liberté, du logo de Columbia Pictures.

## Iconographie
Elle a été photographiée par Edward Steichen pour Vogue en 1928. 
Elle a été photographiée par Alfred Cheney Johnston qui a travaillé pour Florenz Ziegfeld pendant plus de 15 ans, prenant principalement des photographies publicitaires et promotionnelles des interprètes des Ziegfeld Follies. 